# L'Arbre sous la mer
Pour plus de détails, voir Fiche technique et Distribution.
L'Arbre sous la mer est un film français de Philippe Muyl sorti en 1985.

## Synopsis
Mathieu, géologue en visite dans une île grecque, étudie un arbre pétrifié. Il tombe amoureux d'Eléni, une mystérieuse jeune fille. Sauvage, elle disparait parfois dans la mer, la nuit.

## Fiche technique
- Réalisation : Philippe Muyl, assisté de Patrice Martineau
- Scénario : Philippe Muyl d'après un roman de Nikos Athanassiadis
- Durée : 95 minutes
- Image : Bernard Lutic, Christian Pétron
- Son : Gérard Lamps
- Musique : Luc Le Masne
- Date de sortie : 
  - France : 16 janvier 1985

## Distribution
- Christophe Malavoy : Mathieu
- Eleni Dragoumi : Eléni
- Julien Guiomar : Thomas
- Yavuz Özkan : Thomas